# Абдулазимова, Айшан
Айшан Абдулазимова (азерб. Ayşən Əbdüləzimova, род. 11 апреля 1993, Шеки, Азербайджан) — азербайджанская волейболистка. Игрок сборной Азербайджана. Выступает на позиции центральной блокирующей.

## Карьера
Родилась 11 апреля 1993 года в Шеки. Начала заниматься волейболом, будучи ученицей шестого класса. В свободное время снимается в рекламных роликах мировых брендов. Возглавила топ-10 самых красивых волейболисток чемпионата мира по волейболу 2014, прошедшего в Италии.

### Вашаш-Обуда
С 2018 года выступала за клуб «Вашаш-Обуда».
В сезоне 2020/2021 в составе команды «Вашаш-Обуда» выиграла чемпионат Венгрии, кубок Венгрии, турнир Среднеевропейской лиги. Признана MVPлиги сезона 2020/2021.
В сезоне 2021/22 выступила в Лиге чемпионов ЕКВ.
В сезоне 2022/23 выиграла чемпионат и кубок Венгрии. Капитан команды.
С командой дошла до полуфинала Кубка ЕКВ 2024/2025.
В сезоне 2024/25 вновь выиграла чемпионат, став пятикратной чемпионкой Венгрии.
Также в сезоне 2024/25 завоевала кубок Венгрии в четвёртый раз подряд.
6 мая 2025 года покинула клуб.

## Сборная Азербайджана
С 2008 года защищает цвета юниорской сборной Азербайджана. Включена в состав основной сборной страны в августе 2014 года. В составе сборной Азербайджана принимала участие на чемпионате мира 2014 года.

## Достижения
- Серебряный призёр женской волейбольной Супер-Лиги Азербайджана 2008/2009 в составе «Азеррейл»
- Серебряный призёр женской волейбольной Супер-Лиги Азербайджана 2009/2010 в составе «Локомотива»
- Серебряный призёр женской волейбольной Супер-Лиги Азербайджана 2011/2012 в составе «Азеррейл»
- Чемпионка Венгрии в составе «Вашаш-Обуда» (5): 2024/2025[7][9]
- Обладатель Кубка Венгрии в составе «Вашаш-Обуда» (4): 2024/2025[8]

## Турниры, в которых принимала участие
| №    | Турнир                                                       |
| ---- | ------------------------------------------------------------ |
| 2008 | Чемпионат Европы по волейболу среди девушек 2008             |
| 2010 | Чемпионат Европы по волейболу среди девушек 2010             |
| 2011 | Чемпионат Европы по волейболу среди женщин 2011              |
| 2013 | Чемпионат Европы по волейболу среди женщин 2013              |
| 2014 | Чемпионат мира по волейболу среди женщин 2014 — квалификация |
| 2014 | Женская волейбольная Евролига 2014                           |
| 2015 | Чемпионат Европы по волейболу среди женщин 2015              |